# Tomaspis veteranus
Tomaspis veteranus är en insektsart som beskrevs av Jacobi 1908. Tomaspis veteranus ingår i släktet Tomaspis och familjen spottstritar. Inga underarter finns listade i Catalogue of Life.